# استوئیدات
استوئیدات یا استوپهات یا استوویذوتو دیو مرگ است که با دیو وایو یا وای‌بد می‌آید. در پرگرد ۵ وندیداد صراحتاً از دیو مرگ یاد شده که در سر پل چینوت می‌کوشد روان را به دوزخ بکشاند.